# Трирская конференция

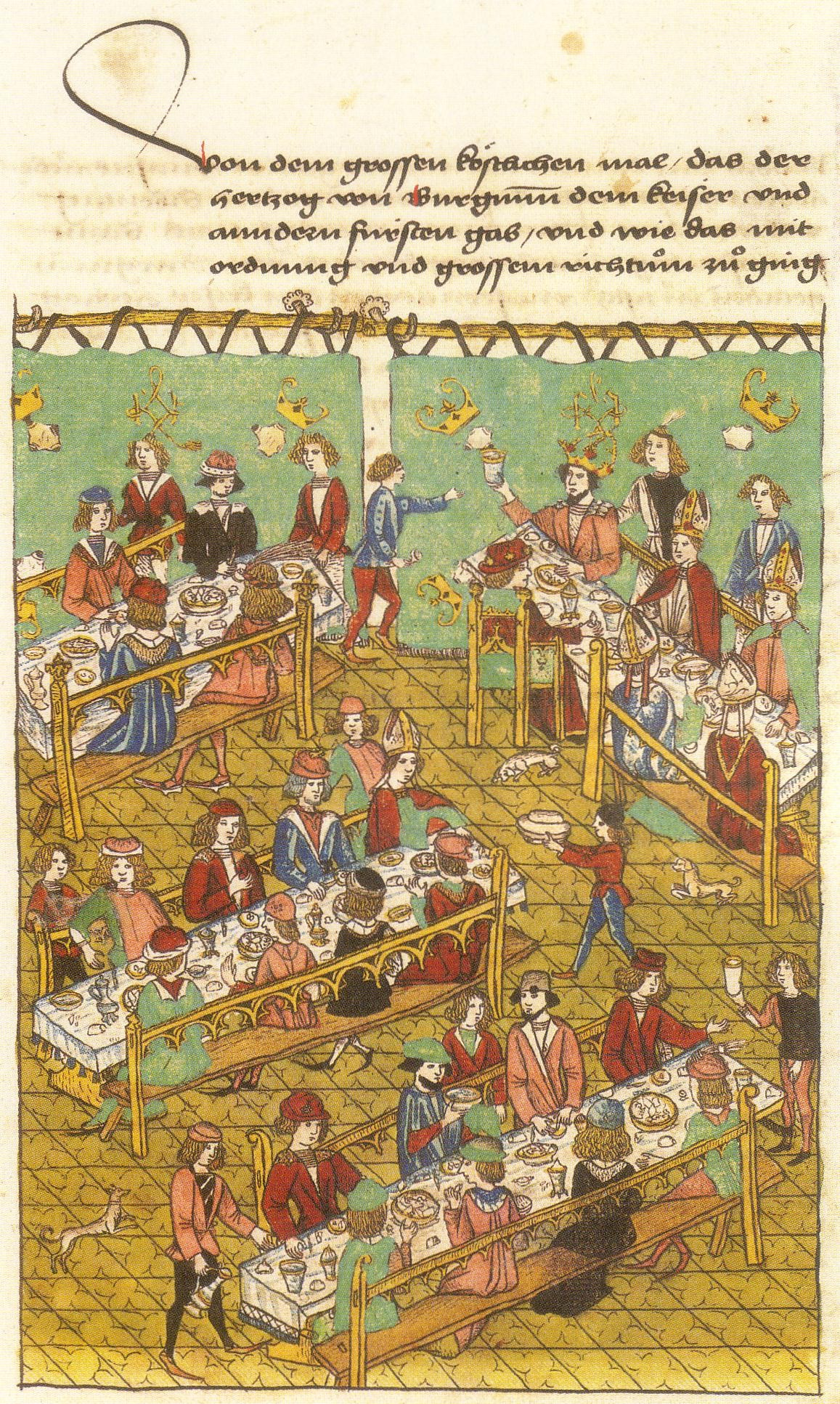
Трирская конференция. Миниатюра из «Большой Бургундской хроники» Диболда Шиллинга Старшего (1484)

Трирская конференция 30 сентября — 25 ноября 1473 года — переговоры между герцогом Бургундии Карлом Смелым и императором Фридрихом III, ставшие прологом к так называемым «Бургундским войнам».

## Подготовка
Торжественная личная встреча императора и герцога была результатом длительных предварительных переговоров, начавшихся в 1470 году.
Первоначально местом рандеву был назначен Мец, но город отказался от такой опасной чести, опасаясь оказаться захваченным бургундцами. Место встречи пришлось изменить. 29 сентября император прибыл в Трир, куда на следующий день приехал и герцог. Фридрих вышел из города ему навстречу, чтобы вместе совершить торжественный въезд в столицу курфюршества.

## Торжественная встреча

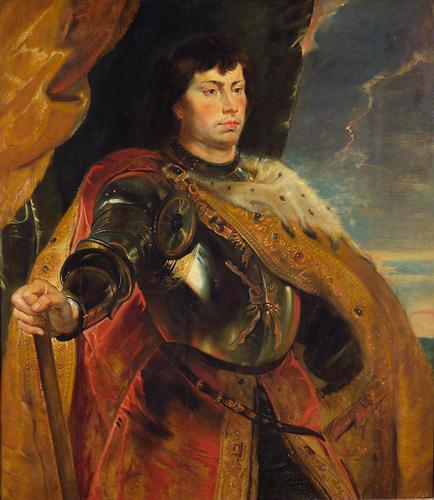
Карл Смелый в представлении Рубенса. Ок. 1618

Встреча была обставлена со всей возможной пышностью, императора сопровождали его сын Максимилиан; Адольф фон Нассау, архиепископ Майнца; Георг Баденский, епископ Меца; баварские герцоги Людвиг и Альбрехт; маркграф Карл Баденский; граф Эверард Вюртембергский; графы фон Вирнебург и Каценельбоген; герр фон Дармштадт. Наибольшее любопытство современников вызывал брат османского султана Мехмеда II, взятый в плен христианами и крещенный папой Каликстом III под именем Каликста Оттомана.
Свита Карла Смелого была не менее пышной. Его сопровождали Луи де Бурбон, епископ Льежский; Давид, бастард Бургундский, епископ Утрехта; Иоганн I, герцог Клевский; Луи де Шато-Гийон; граф фон Нассау; Жан де Люксембург-Суассон, сын коннетабля Франции; Антуан, великий бастард Бургундский; Ги д’Эмберкур и многие другие сеньоры, а также половина бургундской армии, занявшей все селения на пространстве более двух лье вокруг города.
Герцог был в полном вооружении, поверх которого надел роскошную мантию, расшитую золотом и украшенную алмазами на сумму в 200 тысяч дукатов. При встрече с императором он сошёл с коня и преклонил колено. Фридрих также спустился на землю, поднял герцога и обнял его, после чего оба принца верхом вступили в город, при въезде в который их приветствовали архиепископ Иоганн и его брат маркграф Кристофер Баденский. Следом за предводителями ехали шестьсот воинов в красном; особое восхищение вызывали сто наиболее красивых юношей в великолепных одеждах, со спадающими на плечи белокурыми завитыми волосами, открывавших шествие.
Поглазеть на необыкновенную пышность собралась огромная толпа из соседних земель. Люди императора приложили все усилия, чтобы не уступить бургундцам в блеске нарядов, однако, никто в Европе не мог сравниться с роскошью двора «великих герцогов Запада», поэтому вместо союза и дружбы подобное соревнование, где немцы были заранее обречены, породило лишь зависть. Те же из наблюдателей, кто не был ослеплён показной пышностью, сетовали на то, что даже малой толики огромных средств, потраченных на организацию торжеств, хватило бы для помощи многим нуждающимся.

## Переговоры
Император разместился в архиепископском дворце, а герцог за городом в аббатстве Санкт-Максимин, где вскоре начались переговоры. Имперцы упрекнули герцога в том, что из-за его постоянных войн с королём Франции весь христианский мир пребывает в смятении и не может объединить силы для крестового похода на турок.
Канцлер Бургундии Гийом Югоне держал ответную речь, перечислив собравшимся многие обиды, которые вероломный король Людовик чинил и чинит герцогу, по причине чего тот и не может выступить мстителем за христианство.
Затем от пустых разговоров перешли к серьёзным делам. Карл Смелый, стремившийся к созданию Бургундского королевства примерно в границах королевства Лотаря, хотел получить от императора епископства Утрехта, Турне, Камбре, Туля и Вердена, а также Лотарингию и Савойю, правителей которых он подчинил своему влиянию. Для закрепления своего нового статуса он добивался титула Римского короля и генерального викария империи, а взамен предлагал руку своей дочери и наследницы Марии сыну императора Максимилиану, к которому впоследствии должны были бы перейти все его владения и титулы.

## Сомнения

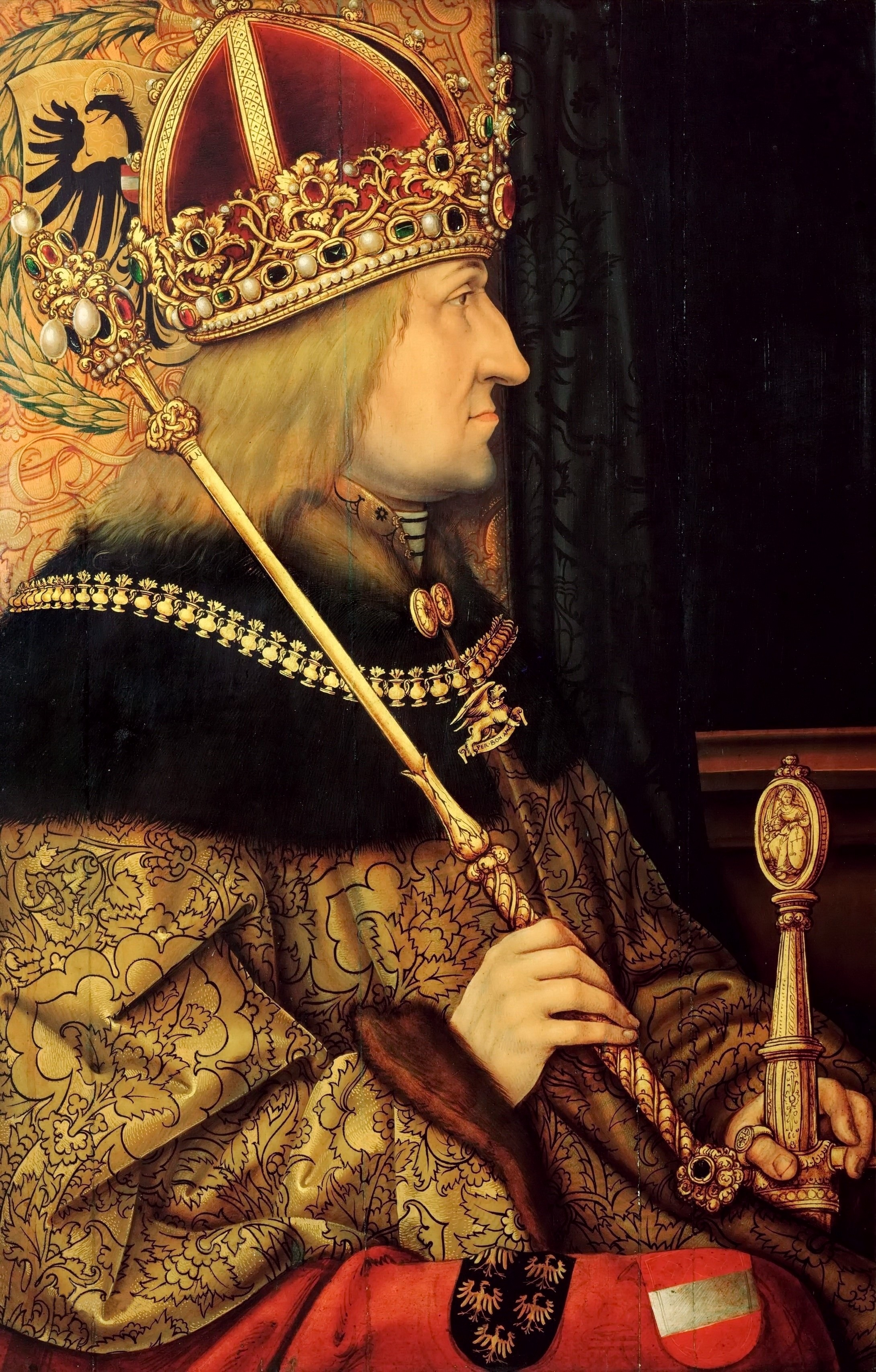
Ганс Бургкмайр. Император Фридрих III. Около 1500 (копия с утраченного оригинала 1468 года). Вена. Музей истории искусств

Такие грандиозные замыслы вызвали опасения у осторожного Фридриха, тем более, что французская дипломатия убеждала его в опасности, исходящей от герцога, чьи амбиции безграничны, и сделка с которым может лишить Максимилиана имперского достоинства, а самого императора — трона. Опасаясь, что Карл может подкрепить свои претензии агрессивными действиями, Людовик приказал сиру де Крану сосредоточить на границе Лотарингии бан и арьербан, а также вольных стрелков из соседних провинций для защиты герцогства от возможного нападения.
Ещё одной причиной сомневаться в искренности герцога было то обстоятельство, что предполагаемые жених и невеста уже достигли брачного возраста (18 и 15 лет соответственно), поэтому постоянные проволочки Карла, не желавшего объявлять об официальной помолвке, выглядели весьма подозрительно.
По словам Филиппа де Коммина, сказанным по поводу аналогичного сватовства Карла Гиенского,

…герцог затягивал дело и поступал так со всеми, кто просил её руки; уверен, что он вовсе не желал иметь сына и не хотел, пока он жив, выдавать дочь замуж, а стремился лишь привлечь к себе тех, кто домогался её руки, чтобы пользоваться их помощью и услугами. Ведь у него были столь великие замыслы, что и целой жизни не хватило бы для их осуществления, и они были настолько обширны, что и пол-Европы его бы не удовлетворило.— Филипп де Коммин. Мемуары. III, 3
Тем не менее, переговоры продолжались. 4 ноября Карл Смелый получил инвеституру на герцогство Гельдерн, и принес Фридриху оммаж за все фьефы, которые держал от империи.
Одновременно Фридрих вёл переговоры с французскими агентами, предложившими в конце октября проект брака между дофином и дочерью императора Кунигундой. Курфюрсты также были недовольны планами герцога утвердиться на имперской территории. Конференция заходила в тупик, так как император уклонялся от обещаний, а герцог настаивал на своих требованиях.

## Отъезд императора
23 ноября Фридрих решил организовать новую встречу в феврале, что означало прекращение переговоров, но Карл считал свою коронацию вопросом решённым и приказал пышно убрать церковь Санкт-Максимин, где епископ Меца должен был его помазать как преемника древних королей Бургундии.
По свидетельству Тома Базена и других хронистов был даже назначен день, но накануне вечером, 25 ноября, император тайно покинул город, отплыв на корабле, чтобы по Мозелю достичь Кёльна.

## Итоги
Оказавшийся в нелепом положении герцог был сильно разгневан, но от планов проникновения в Германию не отказался, решив взять силой то, что не удалось получить путём переговоров. Выступив из Трира в середине декабря, он провёл военную демонстрацию в Эльзасе, а весной следующего года вмешался в политическую борьбу в Кёльнском архиепископстве, предприняв осаду Нойса, ставшую началом так называемых Бургундских войн.
Филипп де Коммин подводит итоги встречи следующими словами:

Герцог, дабы продемонстрировать там своё богатство, истратил массу денег. Они провели вместе несколько дней и обсудили кое-какие вопросы, договорившись, между прочим, о брачном союзе своих детей, который позднее был заключен. И вдруг император уехал, даже не простившись, к великому стыду и бесчестию герцога; и уже никогда впоследствии ни они, ни их люди не выказывали взаимного благорасположения. Немцы презрительно отзывались о роскоши и высокомерных речах герцога, приписывая их его гордыне, а у бургундцев вызвала презрение слишком маленькая свита императора и убогое одеяние немцев. Так зародился конфликт, который привел позднее к военному столкновению при Нейсе.— Филипп де Коммин. Мемуары. II, 8
Обобщая опыт этой и других известных ему встреч между могущественными правителями, французский дипломат приходит к выводу о том, что государям «вообще не нужно видеться, если только они хотят оставаться друзьями», так как щепетильность в вопросах престижа и агрессивность, бывшие отличительными чертами людей его времени, непременно приведут к ссорам между придворными и слугами, и уронят авторитет одной из сторон.

Из двух государей один окажется более представительным и видным собой, чем другой, и возгордится, слыша со всех сторон похвалы, а это не может не бросить тени на другого. В первые дни после того, как они разъедутся, обо всем этом люди будут переговариваться потихоньку, на ушко, а затем начнут судачить, как обычно, и за обедом, и за ужином; разговоры же эти дойдут и до одного, и до другого государя, ибо в этом мире мало что можно сохранить в тайне, тем более то, о чём все болтают.— Филипп де Коммин. Мемуары. II, 8